# ブルーノ・ムナーリ
ブルーノ・ムナーリ（Bruno Munari, 1907年10月24日 ミラノ - 1998年9月30日）は、イタリアの美術家。美術家、グラフィックデザイナー、プロダクトデザイナー、教育者、研究家、絵本作家など、ムナーリには多くの顔があるため、その全体像が掴みにくい。

## 来歴
幼少期を北イタリアのバディーア・ポレージネというちいさな街で過ごし、18歳の時ミラノへ戻り、イタリアの前衛美術運動の一つ「未来派」の活動に参加、「役に立たない機械」を発表する。ムナーリは「未来派」の中でも「後期未来派」に分類され、運動の考え方に共鳴するものの中心的な人物として活動はしていない。絵本「スイミー」などで有名なレオ・レオニともこの時期未来派の芸術家として交流を持つ。
1930年代、1940年代はグラフィックデザイナー、アートディレクターとして雑誌の編集などに関わる一方、幼い息子の為に仕掛け絵本を企画デザインする。10冊企画された絵本は当時7冊がモンダドーリ社から発行され、後年2冊が追加された。現在はコッライーニ社の復刻版が発行されている。
1958年、イタリアを訪れていた詩人・美術評論家の瀧口修造と知り合う。1965年、瀧口によって日本で個展を開催。瀧口を通じて作曲家・武満徹とも親交が深く、ムナーリが贈ったオブジェをモチーフにした武満の曲「ムナーリ・バイ・ムナーリ」がある。
1960年代以降、しばしば日本を訪れ、日本の伝統的な美意識やデザインに共鳴し、影響を受ける。
1950年代からイタリアのダネーゼ社のためのプロダクトを数多くデザインし、その後も家具、照明器具などの工業製品のデザインを数多く残している。
1967年、アメリカ・ハーバード大学へ招かれビジュアル・コミュニケーション・デザインの講義を行う。以後、デザイン教育の分野でも多くの著書を書くと同時に、イタリア・ミラノのブレラ美術アカデミーなどで教鞭を執る。
晩年は子供のための造形ワークショップ活動に力を注ぎ、イタリア各地、日本を含む国外でもワークショップを行っている。